# 6e régiment d'infanterie coloniale
Le 6e régiment d'infanterie coloniale était une unité de l'armée de terre française. Il est créé en 1890 au sein des troupes de marine, devenues en 1900 troupes coloniales. Caserné en France, il combat pendant la Première Guerre mondiale. Recréé une première fois en 1939 puis une seconde fois en 1944, il combat pendant la Seconde Guerre mondiale. Il rejoint ensuite l'Indochine dans la guerre entre 1945 et 1955.
En 1958, ses traditions sont reprises par le 6e régiment interarmes d'outre-mer, qui stationne dans plusieurs pays d'Afrique alliés à la France, régiment qui devient le 6e bataillon d'infanterie de marine en 1975.

## Création et différentes dénominations
- 1er avril 1890, création à Brest, du 6e régiment d'infanterie de marine (6e RIM)
- 1er janvier 1901, il prend l'appellation de 6e régiment d'infanterie coloniale (6e RIC).
- 1er mars 1923, le 6e RIC est dissous.
- 2 septembre 1939, le régiment est reconstitué à Dreux et Nogent-le-Rotrou
- 16 avril 1940, le régiment devient le 6e régiment d'infanterie coloniale mixte sénégalais (RICMS), après renforts de tirailleurs sénégalais.
- 22 juin 1940, le régiment est dissous.
- 1er novembre 1944, le 6e régiment de tirailleurs sénégalais change d'appellation et devient le 6e RIC.
- 2 octobre 1955, nouvelle dissolution du régiment
- 1er décembre 1958, création du 6e régiment interarmes d'outre-mer par changement d'appellation du 4e régiment colonial interarmes.
- 10 novembre 1975, dissolution du RIAOM qui donne naissance au 6e bataillon d'infanterie de marine, le 1er décembre 1975.

## Chefs de corps
- 1908 : Colonel Pineau
- ? - 26 octobre 1914 : Marie Dominique Augustin Gustave Grimaud[1] (†)
- 1940 : colonel Aubugeau[2]
- Oct. 1944 - Oct. 1945 : colonel Raoul Salan
- 1946 : colonel Arnal.
- 1946: colonel Louis Dessert[3]
- 1960 - 1963 : colonel Marcel Bigeard[4]
- 1969 - 1971 : lieutenant-colonel Gilbert Gagneaux [5]
- ...1971-1972 : chef de bataillon Alain Louis Marcel Le Puloch [6]

## Historique

### Avant 1914
Le 1er mars 1890, création à Brest, du 6e régiment d'infanterie de marine (6e RIMA), par dédoublement du 2e régiment d'infanterie de marine. Le 1er janvier 1901, il prend l'appellation de 6e régiment d'infanterie coloniale (6e RIC).

### La Première Guerre mondiale
En 1914 : casernement à Lyon ; 2e brigade coloniale ; 1re division coloniale
Rattachements :
- 76e division d'infanterie d'octobre 1914 à juin 1915
- 15e division d'infanterie coloniale du 16 juin 1915 à novembre 1918

#### 1914
- 3, 4 et 5 septembre : Vosges :
- Bataille du col de la Chipotte
- Larifontaine
- Bataille de Morhange
- Bataille de Sarrebourg

#### 1915
- 16 juin : il est rattaché à la 15e Division d'Infanterie Coloniale
- Juillet, août : opérations en Argonne
- 25 septembre-6 octobre : seconde bataille de Champagne
  - Bois Guillaume II, Souain, Retranchement des Vandales

#### 1916
- Bataille de la Somme
- Juillet : Barleux, Belloy-en-Santerre

#### 1917
- Avril-mai : Chemin des Dames
- 25 septembre : Verdun : Les Chambrettes

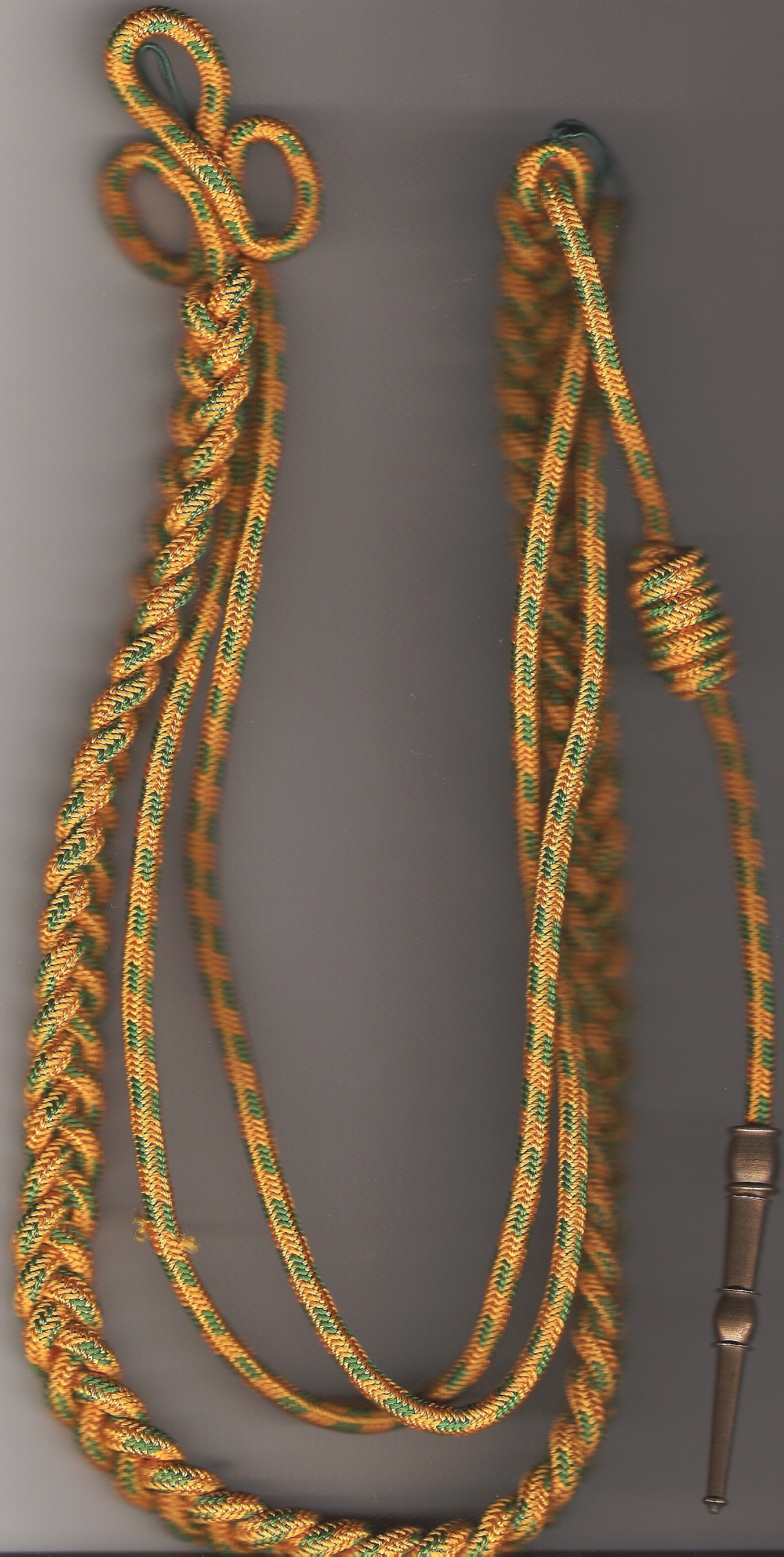
La fourragère aux couleurs du ruban de la médaille militaire reçu le 25/12/1919

#### 1918
- 12-23 juillet, 8 août: Mailly-Raineval
- 12 septembre Les Éparges
- 7-10 novembre : Hauts-de-Meuse

D'avril 1916 à 1917, le 9e bataillon d'instruction du 6e colonial édite un journal de tranchées : L'Ancre rouge, sous-titré Journal de débochage.

### L'entre-deux-guerres
Le 14 juillet 1919, le 6e RIC défile lors du défilé de la Victoire. Le 19 novembre 1919, le 6e RIC s'installe à Strasbourg.
Il est dissous le 1er mars 1923.

### La Seconde Guerre mondiale

#### 1939-1940
Le régiment est recréé à la mobilisation, le 2 septembre 1939, et rattaché à la 6e division d'infanterie coloniale. Son état-major est à Dreux et ses compagnies à Saint-Denis-de-Moronval et Cherisy (Eure-et-Loir)[réf. souhaitée].
Le 16 avril, le régiment devient le 6e RICMS (Régiment d'Infanterie Coloniale Mixte Sénégalais). À part les cadres, les européens quittent le régiment qui reçoit des renforts de soldats africains, issus des 55e, 56e et 57e bataillons de tirailleurs sénégalais.
En septembre 1939: entre sur le territoire allemand (forêt de Warndt) dans le cadre de l'offensive de la Sarre[réf. souhaitée].
De décembre 1939-Février 1940: en lignes devant la Ligne Maginot (Rohrbach): Epping, Urbach, Volmunster[réf. souhaitée]…
Placée depuis février 1940 dans la région de Bar-le-Duc (IIIe armée), la 6e DIC est rattachée le 14 mai à la IIe Armée, en difficulté dans les Ardennes après la percée allemande.
Le 15 mai, deux bataillons du 6e RICMS et deux autres du 5e RICMS (l'autre RICMS de la 6e DIC) rejoignent dans l'après-midi Buzancy en camions, bientôt rejoints par le reste de la division. Le 16 mai, les soldats de la 2e compagnie du 6e RICMS, visée par des bombardiers Dornier Do 17, en abattent un au fusil-mitrailleur et en endommagent un autre.
Du 17 au 19 mai, la 6e DIC relève le 2e DLC dans le secteur de Stonne - Beaumont-en-Argonne - Sommauthe (environ 20 km au sud de Sedan). Le 6e RICMS est placé au centre du front de la division, dans le bois des Murets. Il défend farouchement le secteur. Soumis dès le 17 à des attaques aériennes rejointes par l'artillerie allemande, les tirailleurs ne paniquent pas. Les unités de la division se replient dans la profondeur de la forêt puis contre-attaquent le lendemain. 
Le 21 et le 23 mai, les Allemands redoublent leurs assauts dans la forêt, afin percer vers le sud, mais ne parviennent pas à rompre le front de la division qui subit néanmoins de lourdes pertes. Le 21, la section du lieutenant Guequière, au sein de la 10e compagnie du capitaine Larroque, encerclée par des forces supérieures en nombre, contre-attaque à l'arme blanche et met en fuite les Allemands,,. Le 23 mai, le 118. Infanterie-Regiment (36. Infanterie-Division de la Wehrmacht) est surpris par la résistance des sénégalais dans la forêt de Sommauthe et les Allemands, faisant face à des tirailleurs insaisissables, rapprochent leur expérience du thème des combats de jungle (en) contre le « sauvage »,. 
Le 26 mai, la 6e division d'infanterie relève la 6e DIC, qui passe en réserve. Le 6e RICMS a perdu 26 officiers, 95 sous-officiers et 598 soldats et tirailleurs. 123 sont morts.
Pendant la retraite générale de juin, le 6e RICMS continue à se battre, couvrant la retraite d'autres divisions. Le 11 juin, le 6e RICMS et le 43e RIC (le troisième régiment de la 6e DIC) se déploie entre Séchault et Sommepy. Attaqués le lendemain après-midi, les points d'appui sont pris par les Allemands et la division se replie à partir de la nuit du 11 au 12. Le 13 juin, le 1er bataillon du commandant Cordier est anéanti à Braux-Saint-Remy dans des combats d'arrière-garde. Les journal des marches et des opérations mentionne plusieurs combats successifs à l'arme blanche. Lorsque la division atteint la forêt d'Argonne le 13 au soir, le 1er bataillon ne compte plus que 250 hommes.
Le régiment se positionne le 13 juin autour du hameau de Bournonville, dans la commune de La Neuville-aux-Bois (Marne) et de la forêt de Belval. L'attaque allemande est déclenchée le lendemain dès 4 h du matin. Perdu dans la matinée, Bournonville est repris à la baïonnette par les 10e et 11e compagnies[réf. souhaitée] mais leur bataillon, le 3e, doit se replier au soir 2 km à l'est. Le 2e bataillon tient sa position mais doit se replier pour ne pas être encerclé et perd 150 tués et blessés. 
Le 14 au soir, Allemands n'ont finalement pas percé le front de la division. Elle reçoit l'ordre le 15 au soir de reprendre sa retraite vers le sud. Le 16, les 2e et 3e bataillons percent un passage parmi les Allemands qui cherchent à les encercler. La retraite vers l'ouest étant impossible, la division franchit la Meuse en soirée, à Lérouville et Commercy. Le 19-20 juin, le régiment, au côté du 1er bataillon du 204e RI, livre bataille entre Barisey-la-Côte et Barisey-au-Plain (Meurthe-et-Moselle). La 6e DIC disparaît le 22 juin après la signature de l'Armistice, et le 6e RICMS est dissous.

#### 1944-1945
- 1er novembre 1944, le 6e régiment de tirailleurs sénégalais, recréé au sein de la 9e DIC depuis le 12 mai 1943, change d'appellation et devient le 6e RIC à la suite du blanchiment de ses troupes coloniales[4]. Il compte 3 380 hommes.

- 1945 : Poche de Colmar

### Indochine
Du 15 octobre au 14 novembre 1945[réf. souhaitée], le 6e RIC est transporté en Indochine. Il relève le 21e RIC à Hanoï et participe aux combats jusqu'en 1955. Il est dissous le 2 octobre 1955, à son retour en France.

### Régiment français en Afrique

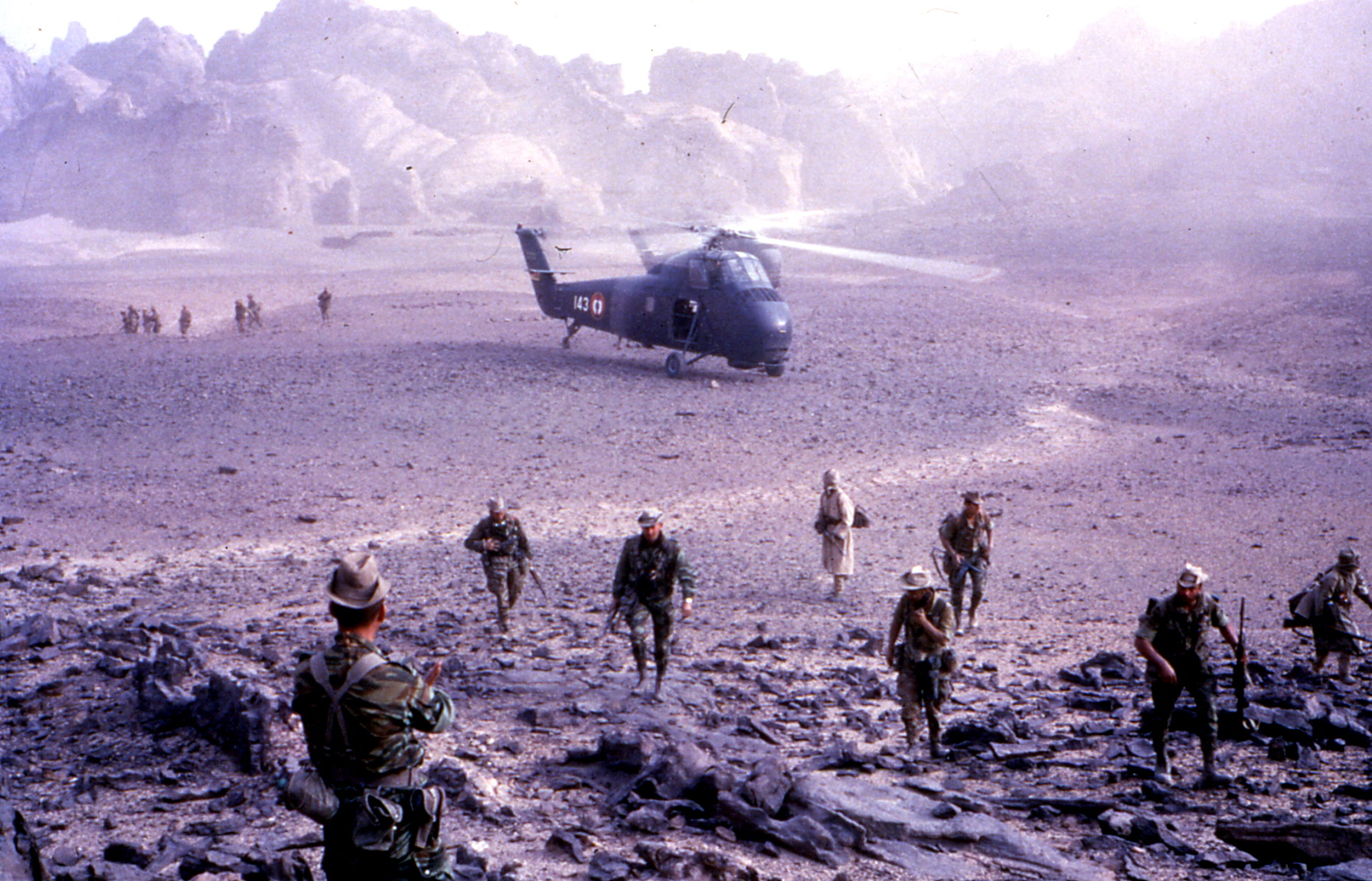
Parachutistes de la 6e, rattachée au 6e RIAOM, en opération au Tchad vers 1971.

Créé en 1958 à partir du 4e régiment colonial interarmes, le 6e régiment interarmes d’outre-mer reprend les traditions et le drapeau du 6e RIC. Il est stationné à Bouar en Centrafrique. Il participe aux opérations de répression au Cameroun jusqu'en 1961. Il intervient à  au Congo en 1963 : trois compagnies sont aérotransportées à Brazzaville le 13 août pour protéger le président Fulbert Youlou mais la France décide le 15 août de ne pas soutenir le président contesté par la rue, et celui-ci démissionne. Le 6e RIAOM est ensuite engagé au Gabon l'année suivante pour libérer le président Léon Mba victime d'un coup d'état : deux compagnies sont aérotransportées le 18 février sur l'aéroport de Libreville (capturé peu avant par la CAPIMa) et une compagnie soutient l'assaut mené par la CAPIMa le lendemain.
Le 6e RIAOM rejoint Fort-Lamy au Tchad en 1965, avec deux détachements à Bouar et Libreville au Gabon. Le régiment participe aux combats de la guerre civile tchadienne au côté du président élu François Tombalbaye. Il perd 27 tués entre 1965 et 1971. L'unité d'intervention du régiment est alors la 6e compagnie parachutiste d'infanterie de marine et le régiment dispose d'un escadron blindé d'automitrailleuses Ferret.
Fin octobre 1975, le régiment est rapatrié en France et dissout à Toulon le 10 novembre. Le détachement de Libreville devient le 1er décembre 1975 le 6e bataillon d'infanterie de marine, qui garde les traditions du 6e RIC.

## Insignes

### Insigne du6eRIC
Écu écartelé 1 et 4 bleu à 3 fleurs de lys et une croix 2 aux hermines 3 rouge au lion le tout sur une ancre brochée d’une croix de Lorraine, en réduction.

## Devise du6eRégiment d'Infanterie Coloniale
"Souples et félins"

## Drapeau du régiment

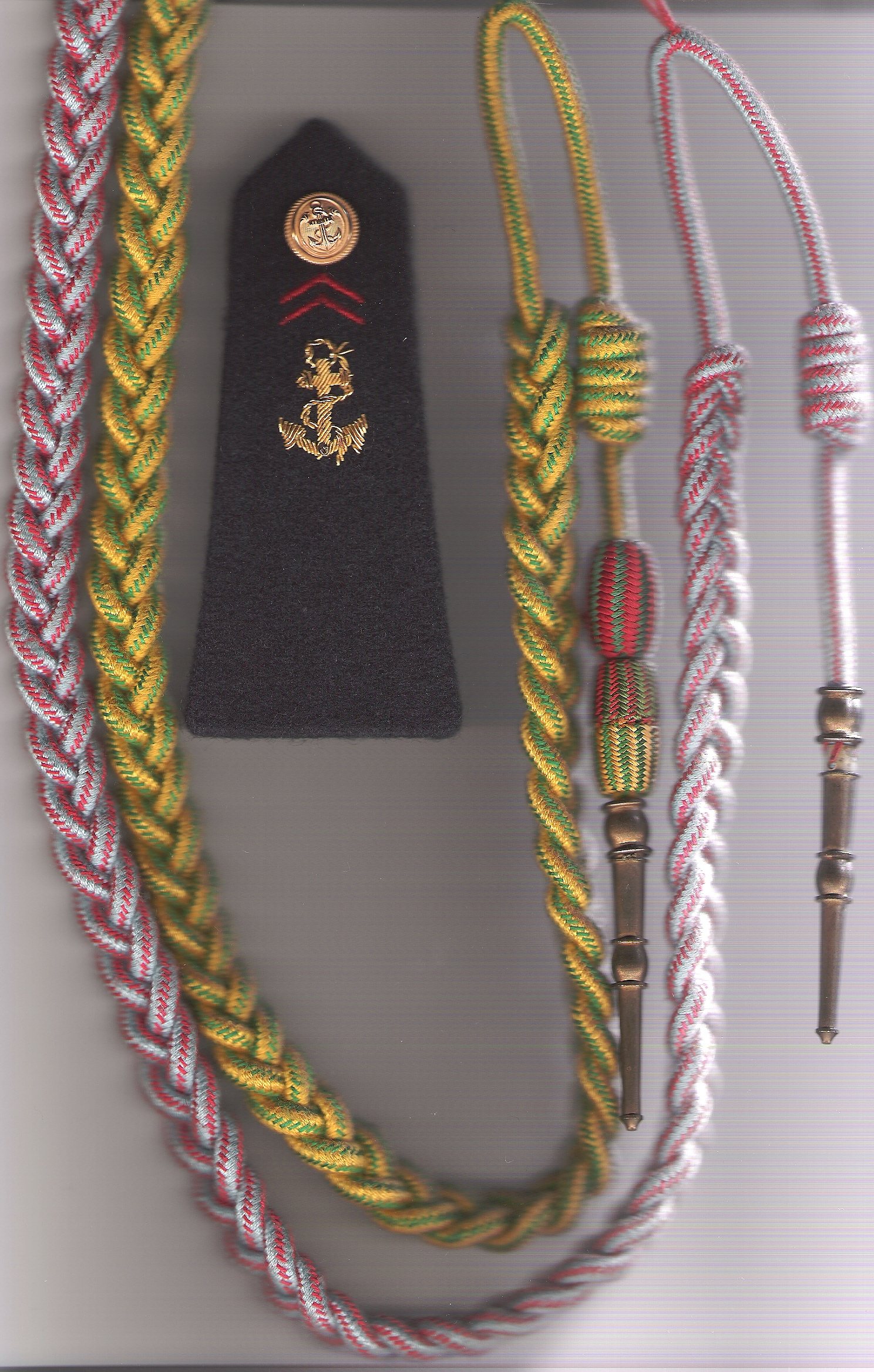
Fourragères aux couleurs de la Médaille militaire avec olives de la croix de guerre (1914-1918) (1939-1945), puis fourragère aux couleurs de la Croix T.O.E

Les noms des batailles s'inscrivent en lettres d'or sur le drapeau :
- Puebla 1863
- Formose 1885
- Tuyen-Quan 1885
- Champagne 1915
- Verdun 1917
- L'Aisne 1917
- Picardie 1918
- Saint-Mihiel 1918
- Doubs 1944
- Colmar 1945
- Indochine 1945-1954

## Décorations
Anéanti 2 fois, il gagne le droit de porter la fourragère aux couleurs de la Médaille militaire et reçoit la Croix de guerre 1914-1918 avec 4 citations à l'ordre de l'armée (4 palmes) le 25 décembre 1919.
Il reçoit la croix de guerre 1939-1945 avec 2 palmes, puis la croix de guerre des Théâtres d'opérations extérieurs avec 2 palmes (à la suite de la guerre d'Indochine).
Il a le droit au port de la fourragère aux couleurs du ruban de la Médaille militaire avec olive aux couleurs des rubans des croix de guerre 1914-1918 et 1939-1945 et de la fourragère aux couleurs du ruban de la croix de guerre TOE.

## Traditions
La fête des troupes de marine
Elle est célébrée à l'occasion de l'anniversaire des combats de BAZEILLES. Ce village qui a été 4 fois repris et abandonné sur ordres, les 31 août et le 1er septembre 1870.
Et au Nom de Dieu, vive la coloniale
Les Marsouins et les Bigors ont pour saint patron Dieu lui-même. Ce cri de guerre termine les cérémonies intimes qui font partie de la vie des régiments. Son origine est une action de grâce du Révérend Père Charles de Foucauld, missionnaire, voyant arriver à son secours les unités coloniales un jour où il était en difficulté avec une tribu locale.

## Personnalités ayant servi au6eRIMa
- Joseph Aymerich (1858-1937), général, sert comme chef de bataillon en 1900.
- Henri Bachelin (1879-1941), écrivain, y servit de 1898 à 1901.
- Guy Chastel (1883-1962), pseudonyme de Paul Granotier, poète et écrivain, gravement blessé en septembre 1915
- Pierre Marchand (1893-1971), général et compagnon de la Libération, rejoint le 6e RIC en 1919.
- Antonin Betbèze (1910-1993), résistant et compagnon de la Libération, affecté en août 1939 au 6e RIC puis 6e RICMS pendant la bataille de France.
- Aimé Teisseire (1914-2008), compagnon de la Libération, affecté en avril 1940 au 6e RICMS.
- Roger Vandenberghe